# Internationaler Agrarfilm-Wettbewerb
Der Internationale Agrarfilm-Wettbewerb (IAW) war ein Filmfestival, das von 1960 bis 1986 im zweijährlichen Turnus während der Grünen Woche in West-Berlin stattfand. 
Veranstalter waren das Bundesministerium für Ernährung, Landwirtschaft und Forsten sowie der Berliner Senat. Die Vorbereitung, Organisation und Durchführung des IAW oblag einem leitenden Ausschuss mit teils hochrangigen Vertretern aus dem Bundesagrarministerium, dem Berliner Senat, dem Bereich des Agrarmarketing und den öffentlich-rechtlichen Sendeanstalten. Gefördert wurde der Wettbewerb von der Ernährungs- und Landwirtschaftsorganisation der Vereinten Nationen (FAO) und der Organisation für wirtschaftliche Zusammenarbeit und Entwicklung (OECD). Gegründet wurde der IAW mit dem Ziel, einen Überblick über das Agrarfilmschaffen weltweit zu gewinnen. Mit dem Festival wurde auch die zentrale Bedeutung des Agrarfilms zur Weiterbildung, Dokumentation und Selbstdarstellung der Landwirtschaft unterstrichen. Ebenso galt es, einen völkerverbindenden Austausch zu gewährleisten und über die landwirtschaftlichen, sozialen und ökologischen Verhältnisse gerade in den Entwicklungsländern zu informieren. Entsprechend groß war von Beginn an das Interesse an ausländischen Nationen, mit denen die Bundesrepublik Deutschland in diplomatischer Beziehung stand: Von anfänglich 29 teilnehmenden Nationen im Jahr 1960 stieg die Zahl auf 46 Länder im Jahr 1982 an. Mit Ausnahme von Rumänien nahm kein Land des Warschauer Paktes an den Wettbewerben teil. 
Pro Wettbewerb wurden zwischen 72 und 250 Filmbeiträge anfänglich von drei, später von vier Jurys mit internationaler Besetzung gesichtet und bewertet. Die Beiträge wurden ab 1964 zum III. IAW in die Gruppen Landwirtschaft, Ernährung und Umwelt eingeteilt. Innerhalb dieser Rubriken wurden die Preise in den Kategorien Kinofilm und Fernsehbeitrag vergeben. Von Beginn an wurde die Einteilung der Kategorien aufgrund der schwierigen Abgrenzung voneinander diskutiert. Im Laufe der IAW-Geschichte wurde die Einteilung der Kategorien entsprechend geändert.  
Die ausgesetzten Preise des IAW waren die goldene, silberne und bronzene Ähre für die besten Filme der jeweiligen Kategorie. Daneben gab es Sonderpreise gestiftet unter anderem von der Freedom from Hunger Campaign, des Verbandes der Europäischen Landwirtschaft, des Office Catholique International du Cinéma, des International Inter-Church Filmcenters, dem Interfilm, der Inforfilm sowie dem Internationalen Verband der Agrarjournalisten. Die Preise wurden während eines Festaktes auf der Internationalen Grünen Woche von dem jeweils amtierenden Bundeslandwirtschaftsminister verliehen.